# Черкасова, Валентина Владимировна
Валентина Владимировна Черкасова (род. 22 июня 1958, Кохтла-Ярве, Эстонская ССР) — советская спортсменка (малокалиберная винтовка), бронзовый олимпийский призёр 1988 года. Заслуженный мастер спорта СССР (1989).
Окончила Государственный центральный ордена Ленина институт физической культуры (г. Москва) в 1979 г. С 1975 г. — член сборной команды СССР и РФ по пулевой стрельбе.

## Достижения
- Бронзовый призёр Олимпийских игр 1988.
- 4-кратная чемпионка мира (1981, 1990, 1991, 1994).
- 5-кратный серебряный и 3-кратный бронзовый призёр чемпионатов мира (1986, 1989, 1990, 1994).
- 6-кратная чемпионка Европы (1989, 1990, 1992, 1993).
- 12-кратный серебряный и 2-кратный бронзовый призёр чемпионатов Европы (1974, 1979, 1982, 1987, 1989, 1991, 1992, 1994).
- 25-кратная чемпионка СССР (1975, 1977, 1979, 1981—1983, 1986—1991).
- чемпионка СНГ (1992).
- 12-кратная чемпионка России (1993—1997).
- 11-кратная рекордсменка мира и Европы.
- 18-кратная рекордсменка России в личном и командном зачете.

## Награды
Награждена медалью «За трудовое отличие».